# Jämtlands västra domsagas tingslag
Jämtlands västra domsagas tingslag var ett tingslag i Jämtlands län. Tingslagets område var beläget i den nordvästra delen av landskapet Jämtland i de nuvarande kommunerna Berg, Krokom, Åre och Östersund. År 1949 hade tingslaget 31 679 invånare på en yta om 12 889,47 km². Tingsstället låg i Östersund. 
Jämtlands västra domsagas tingslag bildades den 1 januari 1940 (enligt beslut den 15 september 1939) genom en sammanslagning av Sunne, Ovikens och Hallens tingslag och Undersåkers och Offerdals tingslag. Tingslaget upphörde 1971 och delarna övergick till Jämtbygdens domsaga (Krokoms kommun) som 1984 uppgick i Östersunds domsaga, till Svegs domsaga (Bergs kommun) som 2004 uppgick i Östersunds domsaga dit redan 1971 Östersunds kommun övergick.
Jämtlands västra domsagas tingslag ingick i Jämtlands västra domsaga bildad 1879.

## Socknar
Jämtlands västra domsagas tingslag omfattade 14 socknar.
Hörde före 1940 till Sunne, Ovikens och Hallens tingslag
- Frösö socken (från 1948 Frösö köping)
- Hallens socken
- Marby socken
- Myssjö socken
- Norderöns socken
- Ovikens socken
- Sunne socken

Hörde före 1940 till Undersåkers och Offerdals tingslag
- Alsens socken
- Kalls socken
- Mattmars socken
- Mörsils socken
- Offerdals socken
- Undersåkers socken
- Åre socken

## Ingående kommuner (från 1952)
- Alsens landskommun
- Frösö köping
- Hallens landskommun
- Kalls landskommun
- Mörsils landskommun
- Offerdals landskommun
- Ovikens landskommun
- Undersåkers landskommun
- Åre landskommun